# Walter Tammas
Walter Baldry Tammas (Great Yarmouth, 23 de agosto de 1870-12 de enero de 1952) fue un atleta británico que compitió en los Juegos Olímpicos de 1908 en Londres.

## Carrera
Tammas ganó la medalla de bronce olímpica en el tira y afloja durante los Juegos Olímpicos de Londres 1908. Formó parte del equipo británico de la Policía Metropolitana de División "K" que quedó en tercer lugar en la competencia del tira y afloja. Se perdió en la semifinal contra el City of London Police desde entonces ha ganado la final de la Policía de Liverpool y estos últimos fueron los campeones olímpicos. El equipo de la Policía Metropolitana de División "K", finalmente ganó la medalla de bronce contra Suecia. Había cinco equipos que participaron, todas las medallas ganadas por los equipos británicos.